# Paul Kpoffon
Paul Kpoffon-Totin est un syndicaliste, homme politique et diplomate béninois. Il est le leader des travailleurs des postes et des télégraphes, et il occupe les fonctions de ministre et d'ambassadeur à l'époque du Parti populaire révolutionnaire du Bénin.

## Syndicaliste
Dans les années 1960, il travaille en tant que contrôleur des Postes et Télécommunications au Dahomey (aujourd'hui Bénin). Parallèlement, il s'implique activement dans le syndicalisme, en représentant le Comité intersyndical. Dans les années 1970, il est secrétaire général du Syndicat national des câbles, postes et télécommunications,,.
En 1975, il est élu deuxième membre suppléant pour l'Afrique au sein de l'exécutif de l'Internationale des travailleurs des postes, télégraphes et téléphones lors de son congrès mondial, après avoir été sélectionné pour ce poste lors de leur conférence régionale africaine l'année précédente,.

## Carrière politique
Kpoffon est membre du Comité central du Parti populaire révolutionnaire du Bénin. Il occupe le poste de préfet du département du Zou entre le 20 février 1977 et le 20 février 1980. En 1979, il est envoyé comme émissaire du président Mathieu Kérékou au VIe sommet du Mouvement des non-alignés à Cuba, où il rencontre Fidel Castro président de la république de Cuba,.
Entre 1980 à 1981, il est ministre de la santé publique,,. Il dirige les délégations béninoises lors de la 33e Assemblée mondiale de la santé tenue en 1980 et à la 34e Assemblée tenue en 1981,.

## Diplomate
En 1983, Kpoffon est nommé ambassadeur extraordinaire et plénipotentiaire de la République populaire du Bénin en Roumanie. Le 5 mars 1984, il présente ses lettres de créance comme ambassadeur en Hongrie.
Kpoffon est démis de ses fonctions d'ambassadeur en 1985, et plus tard exclu du Comité central du parti lors du deuxième congrès du Parti populaire révolutionnaire du Bénin tenu en novembre 1985,.

## Voire aussi